# Pseudoyersinia betancuriae
Pseudoyersinia betancuriae — вид богомолів роду Pseudoyersinia. Дрібні богомоли з укороченими крилами та надкрилами, відомі лише з острова Фуертевентура з архіпелагу Канарських островів, зокрема з муніципалітету Бетанкурія, звідки й видова назва. Відомі лише самиці.

## Опис
Дуже дрібні богомоли жовтуватого кольору, довжина тіла складає всього 1,6 см. Фасеткові очі конічні, з горбиком на верхівці. Краї передньоспинки з дрібними зубцями по краю. Передні стегна тонкі. Черевце розширене до задньої частини. Церки короткі.

### Схожі види
Від близького виду Pseudoyersinia canariensis, поширеного на іншому острові Ла-Пальма, відрізняється меншими розмірами, наявністю горбика на оці, гладенькими краями передньоспинки та будовою статевих органів. 

## Спосіб життя та ареал
Цей вид вперше знайдено в 1991-1993 роках у муніципалітеті Бетанкурія на острові Фуертевентура. Імаго та личинок знаходили у трав'янистій рослинності, зокрема на кураю, та на чагарничках. Активних комах спостерігали принаймні з лютого до квітня. Було також знайдено чимало дрібних оотек на півострові Хандія на південний захід від основного ареалу, які також приписано до цього виду. Також комах цього виду знайдено на сусідніх островах Алегранса та Монтанья-Клара. Вид зустрічається на висоті до 600 м н. р. м.
Pseudoyersinia betancuriae внесено до Червоного списку МСОП як вид, про який бракує інформації. Імовірно, існує загроза зникнення, оскільки ареал вузький, може бути фрагментованим, територія змінюється під тиском господарської діяльності людини.